# Геворг Саакян
Геворг Саакян (вірм. Գեւորգ Սահակյան; нар. 15 січня 1990) — вірменський та польський борець греко-римського стилю, дворазовий бронзовий призер чемпіонатів світу, срібний призер чемпіонату Європи, чемпіон та срібний призер чемпіонатів світу серед військовослужбовців.

## Життєпис
Боротьбою почав займатися з 2000 року.
Виступає за спортивне товариство «Севан» Ечміадзин. Тренери — Міша Саакян, Армен Бабаларян.
До 2014 року виступав за збірну Вірменії, з 2018 року почав захищати кольори збірної Польщі, у складі якої досяг основних успіхів на дорослому рівні на міжнародній арені, ставши призером чемпіонатів світу та Європи.

## Спортивні результати на міжнародних змаганнях

### Виступи на Чемпіонатах світу
| Змагання                        | Збірна | Вагова категорія                 | Місце  |
| ------------------------------- | ------ | -------------------------------- | ------ |
| Чемпіонат світу з боротьби 2018 | Польща | греко-римська боротьба, до 67 кг | Бронза |
| Чемпіонат світу з боротьби 2019 | Польща | греко-римська боротьба, до 67 кг | 7      |
| Чемпіонат світу з боротьби 2021 | Польща | греко-римська боротьба, до 72 кг | Бронза |
| Чемпіонат світу з боротьби 2022 | Польща | греко-римська боротьба, до 72 кг | 14     |

### Виступи на Чемпіонатах Європи
| Змагання                         | Збірна | Вагова категорія                 | Місце  |
| -------------------------------- | ------ | -------------------------------- | ------ |
| Чемпіонат Європи з боротьби 2018 | Польща | греко-римська боротьба, до 72 кг | 5      |
| Чемпіонат Європи з боротьби 2019 | Польща | греко-римська боротьба, до 67 кг | Срібло |
| Чемпіонат Європи з боротьби 2022 | Польща | греко-римська боротьба, до 72 кг | 8      |

### Виступи на Кубках світу
| Змагання                    | Збірна   | Вагова категорія                 | Місце |
| --------------------------- | -------- | -------------------------------- | ----- |
| Кубок світу з боротьби 2012 | Вірменія | греко-римська боротьба, до 66 кг | 8     |
| Кубок світу з боротьби 2014 | Вірменія | греко-римська боротьба, до 66 кг | 10    |

### Виступи на Чемпіонатах світу серед військовослужбовців
| Змагання                                                  | Збірна   | Вагова категорія                 | Місце  |
| --------------------------------------------------------- | -------- | -------------------------------- | ------ |
| Чемпіонат світу з боротьби серед військовослужбовців 2014 | Вірменія | греко-римська боротьба, до 66 кг | Золото |
| Чемпіонат світу з боротьби серед військовослужбовців 2013 | Вірменія | греко-римська боротьба, до 66 кг | Срібло |

### Виступи на інших змаганнях
| Змагання                                                       | Збірна   | Вагова категорія                 | Місце  |
| -------------------------------------------------------------- | -------- | -------------------------------- | ------ |
| Кубок Ядегара Імама 2011                                       | Вірменія | греко-римська боротьба, до 66 кг | 8      |
| Кубок Ядегара Імама 2012                                       | Вірменія | греко-римська боротьба, до 66 кг | 11     |
| Вогні Москви 2012                                              | Вірменія | греко-римська боротьба, до 66 кг | 5      |
| Кубок Азовмаша 2013                                            | Вірменія | греко-римська боротьба, до 66 кг | Срібло |
| Турнір Дана Колова — Николи Петрова 2014                       | Вірменія | греко-римська боротьба, до 66 кг | 8      |
| Київський Міжнародний турнір з боротьби 2018                   | Польща   | греко-римська боротьба, до 67 кг | 5      |
| Турнір Дана Колова — Николи Петрова 2018                       | Польща   | греко-римська боротьба, до 67 кг | 5      |
| Гран-прі Німеччини з боротьби 2018                             | Польща   | греко-римська боротьба, до 67 кг | Золото |
| Кубок Владислава Пітласинські 2018                             | Польща   | греко-римська боротьба, до 67 кг | Золото |
| Гран-прі Загреба з боротьби 2019                               | Польща   | греко-римська боротьба, до 72 кг | 11     |
| Турнір Дана Колова — Николи Петрова 2019                       | Польща   | греко-римська боротьба, до 67 кг | Золото |
| Гран-прі Іспанії з боротьби 2019                               | Польща   | греко-римська боротьба, до 72 кг | 5      |
| Кубок Владислава Пітласинські 2019                             | Польща   | греко-римська боротьба, до 67 кг | Срібло |
| Тор Мастерс 2020                                               | Польща   | греко-римська боротьба, до 67 кг | Бронза |
| Чемпіонат Польщі з боротьби 2020                               | Польща   | греко-римська боротьба, до 67 кг | Золото |
| Кубок Владислава Пітласинські 2020                             | Польща   | греко-римська боротьба, до 67 кг | Золото |
| Гран-прі Загреба з боротьби 2021                               | Польща   | греко-римська боротьба, до 67 кг | Золото |
| Олімпійський кваліфікаційний турнір з боротьби 2021 (Будапешт) | Польща   | греко-римська боротьба, до 67 кг | 14     |
| Олімпійський кваліфікаційний турнір з боротьби 2021 (Софія)    | Польща   | греко-римська боротьба, до 67 кг | 8      |
| Кубок Владислава Пітласинські 2021                             | Польща   | греко-римська боротьба, до 72 кг | Золото |
| Відкритий турнір Загребу з боротьби 2022                       | Польща   | греко-римська боротьба, до 72 кг | 11     |
| Турнір Вехбі Емре і Гаміта Каплана 2022                        | Польща   | греко-римська боротьба, до 77 кг | 8      |
| Кубок Владислава Пітласинські 2022                             | Польща   | греко-римська боротьба, до 72 кг | Бронза |
| Кубок Друскінінкай 2022                                        | Польща   | греко-римська боротьба, до 72 кг | Бронза |

### Виступи на змаганнях молодших вікових груп
| Змагання                                       | Збірна   | Вагова категорія                 | Місце  |
| ---------------------------------------------- | -------- | -------------------------------- | ------ |
| Чемпіонат Європи з боротьби серед кадетів 2006 | Вірменія | греко-римська боротьба, до 54 кг | Срібло |
| Чемпіонат Європи з боротьби серед кадетів 2007 | Вірменія | греко-римська боротьба, до 63 кг | 5      |
| Чемпіонат Європи з боротьби серед юніорів 2010 | Вірменія | греко-римська боротьба, до 66 кг | Бронза |
| Чемпіонат світу з боротьби серед юніорів 2010  | Вірменія | греко-римська боротьба, до 66 кг | 9      |